# Diocesi di Lidoricio
La diocesi di Lidoricio (in latino: Dioecesis Lidoricensis) è una sede soppressa e sede titolare della Chiesa cattolica.

## Storia
Lidoricio, l'odierna Lidoriki, è un'antica sede vescovile della provincia romana di Tessaglia in Grecia, suffraganea dell'arcidiocesi di Larissa nel patriarcato di Costantinopoli. Nella Notitia Episcopatuum attribuita all'imperatore Leone VI (inizio X secolo), Lidoricio appare al sesto posto tra le suffraganee di Larissa.
Nessun vescovo è noto di questa sede e Michel Le Quien si limita a dire che episcopi sedes est sub Larissa in recentibus Ecclesiae Orientalis notitiis.
Dal 1933 Lidoricio è annoverata tra le sedi vescovili titolari della Chiesa cattolica; la sede finora non è mai stata assegnata.